# Cronómetro marino

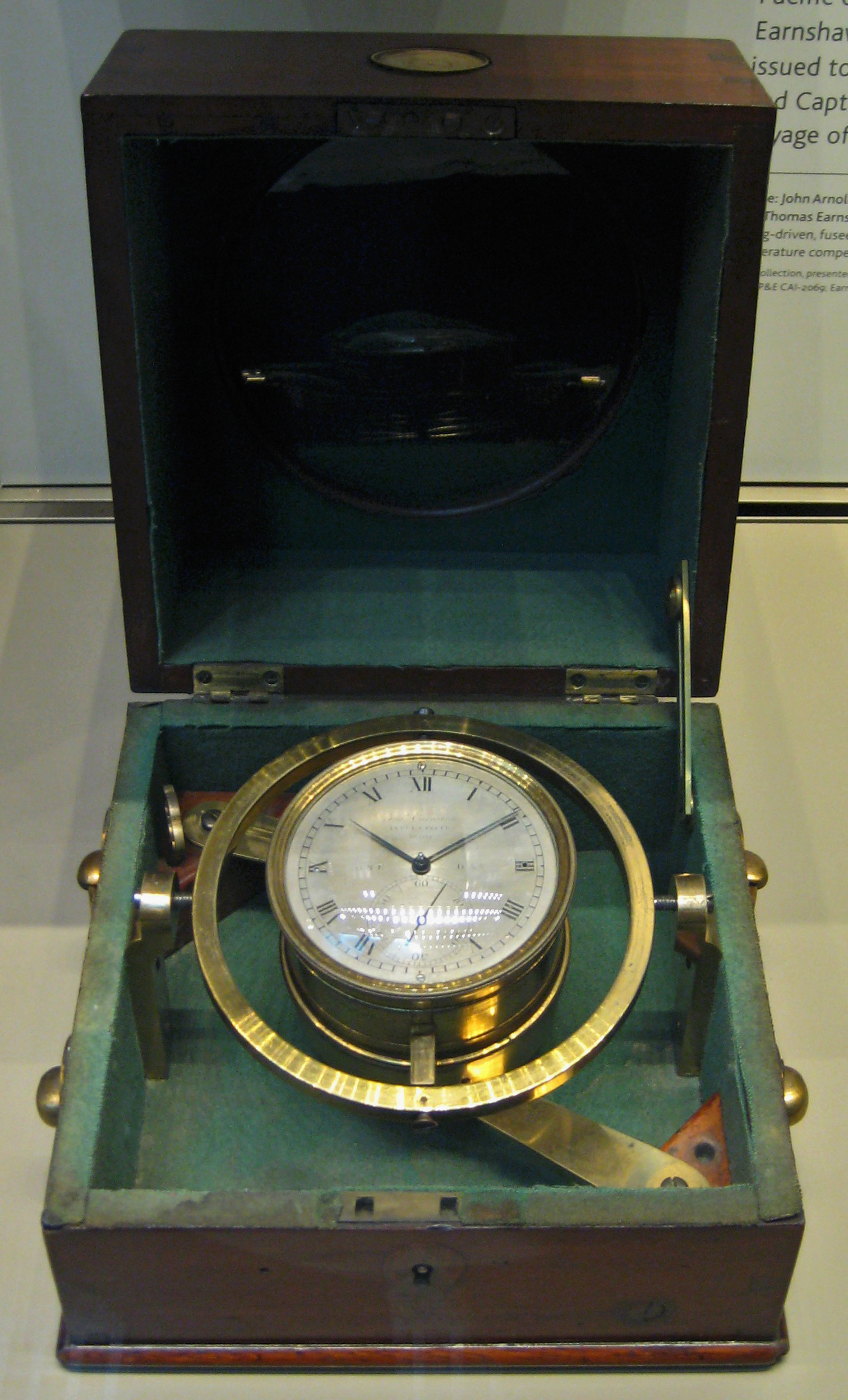
Cronómetro hecho por Thomas Earnshaw, del segundo viaje del Beagle, mostrando la suspensión cardán.

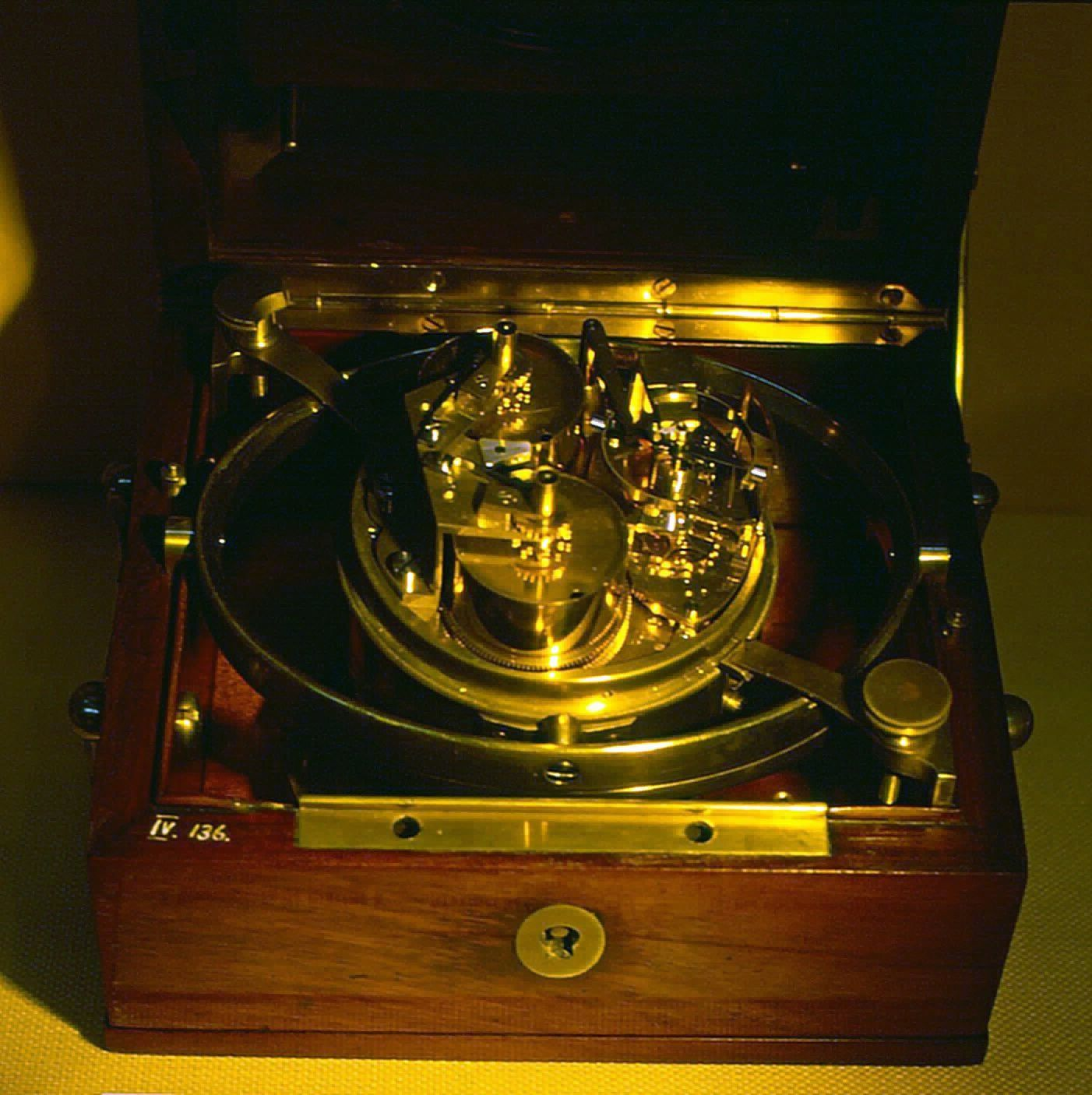
Cronómetro Breguet (cuadro de doble barril)

El cronómetro marino es un reloj mecánico que mide el tiempo con gran precisión, diseñado originalmente para funcionar a bordo de un buque en alta mar. Debía controlar el tiempo con suficiente exactitud como para servir de estándar horario portátil utilizable en la determinación de la longitud geográfica del barco, comparando su hora con la hora local determinada mediante cálculos astronómicos.
Estaban montados sobre una suspensión cardán para contrarrestar el efecto de los rolidos y cabeceos que sufre la embarcación.
A partir de la segunda mitad del siglo XX, han sido sustituidos de forma general por sistemas electrónicos de orientación y especialmente por los procedimientos de posicionamiento vía satélite (GPS).
El término "cronómetro" también se utiliza para referirse a los relojes de pulsera probados y certificados cuando cumplen unas ciertas normas de precisión. Los relojes fabricados en Suiza solo pueden mostrar la palabra "cronómetro" si están certificados por el COSC ("Contrôle Officiel Suisse des Chronomètres", según sus iniciales en francés).

## Historia

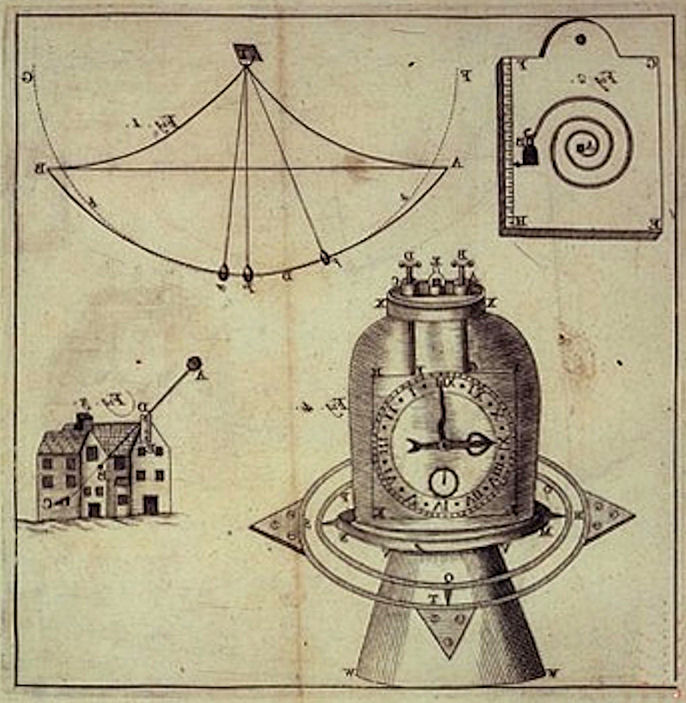
El cronómetro marino de Jeremy Thacker utiliza cardán y una campana de vidrio de vacío.

El término "cronómetro", al parecer, fue acuñado en 1714 por Jeremy Thacker, uno de los competidores por el premio establecido por la Junta de Longitud a principios de ese mismo año para quien consiguiera fabricar un reloj capaz de conservar la hora con precisión durante largas travesías marítimas.
Hasta entonces, se había intentado sin demasiado éxito determinar la longitud por procedimientos exclusivamente astronómicos, basados en la observación de movimientos celestes regulares, como el Método de Galileo que considera la posición de las lunas de Júpiter; o el Método de la Distancia Lunar, propuesto inicialmente por Johannes Werner en 1514, desarrollado en paralelo con el cronómetro marino. Sin embargo, estos procedimientos no se suelen poder poner en práctica en el mar, debido al movimiento del barco. 
El científico holandés Gemma Frisius fue el primero en proponer el uso de un cronómetro para determinar la longitud en 1530. Sin embargo, no fue hasta el siglo XVIII cuando se desarrollaron cronómetros exactos y fiables, capaces de mantener con precisión la hora de referencia en un largo viaje por mar, gracias al trabajo del relojero británico John Harrison, quien realizó durante 31 años diversas pruebas y ensayos, revolucionando con sus cronómetros la navegación marina. Fue en 1760 cuando su reloj modelo H-4 se retrasó tan solo cinco segundos tras ochenta días navegando por alta mar en un viaje de ida y vuelta entre Gran Bretaña y Jamaica.  
Sin embargo, la generalización de su uso fue muy lenta, hasta que a mediados del siglo XIX se pudo disponer de relojes fabricados en serie fiables y asequibles.
Ya en 1772, durante el segundo viaje del capitán James Cook a los Mares del Sur, su navío (el Revolution), iba equipado con dos cronómetros marinos. Uno de ellos, el fabricado según el diseño de Harrison, funcionó sin ningún problema durante todo el viaje, dejando a Cook plenamente convencido de su utilidad y satisfecho con sus prestaciones.

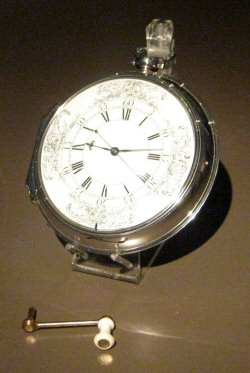
Cronómetro marino de John Harrison Modelo H4, con la manivela para darle cuerda.

Sesenta años después, durante el célebre segundo viaje del HMS Beagle (que duró desde 1831 hasta 1836 con Charles Darwin a bordo madurando sus ideas y recogiendo argumentos acerca de su futura teoría de la evolución), todavía se seguían haciendo pruebas con los cronómetros marinos. El navío llevaba a bordo nada menos que 22 relojes de distintos modelos, cuyo funcionamiento fue meticulosamente evaluado. En esta expedición, gracias a los cronómetros embarcados, se logró por primera vez completar una cadena de medición de longitudes dando la vuelta al mundo. La suma de las diferencias en el mediodía local de cada lugar debería haber dado veinticuatro horas, porque el Beagle completó una circunnavegación del globo. La diferencia total fue de tan solo 33 segundos. 
Fue precisamente el definitivo perfeccionamiento de los cronómetros marinos uno de los principales factores desencadenantes de que la era de los descubrimientos y de la colonización alcanzara su máxima expansión hacia la mitad del siglo XIX, cuando se pudieron fabricar relojes precisos a un coste razonable, potenciando el efecto multiplicador sobre el comercio mundial de la aparición de los buques de vapor.
Hasta la segunda mitad del siglo XX, momento en el que se fue generalizando el uso de los primeros dispositivos electrónicos de navegación, los cronómetros marinos fueron un elemento insustituible que permitió a todo tipo de buques transoceánicos conocer su posición con la precisión suficiente para alcanzar con seguridad sus destinos previstos.

## Uso

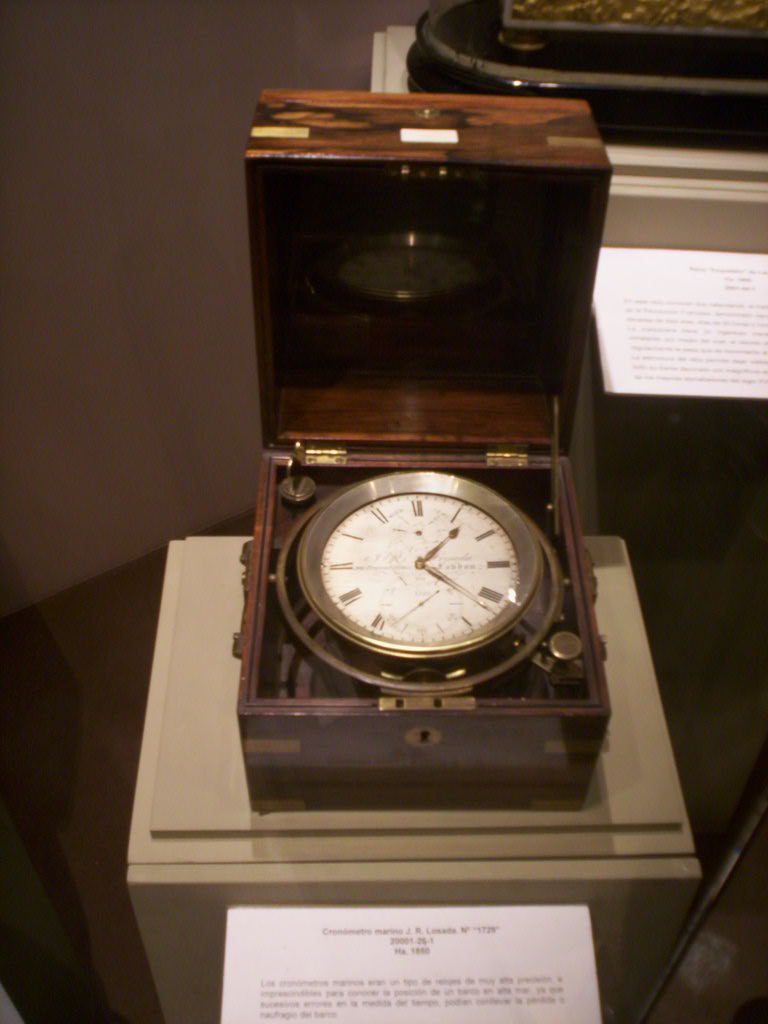
Cronómetro marino de Losada

La determinación de la hora exacta en alta mar es imprescindible para calcular la posición geográfica, porque la observación astral requiere, además de determinar la altura (ángulo sobre el horizonte), fijar el instante preciso en el que se efectúa la observación.
Para determinar una posición sobre la superficie de la Tierra, es necesario y suficiente conocer su latitud, su longitud y su altitud, dándose la circunstancia en el caso de los barcos de que las determinaciones altimétricas no tienen ninguna relevancia, porque operan a nivel del mar. Hasta mediados de la década de 1750, la navegación precisa en mar abierto sin tierra a la vista era un problema sin resolver, debido a la dificultad de calcular la longitud. Los navegantes pueden determinar su latitud fácilmente midiendo el ángulo del sol sobre el horizonte al mediodía (es decir, cuando llega a su punto más alto en el cielo, o culminación). Sin embargo, para encontrar su longitud, es imprescindible disponer de un dispositivo que permita conocer con precisión un tiempo estándar de referencia a bordo del barco.
El propósito del cronómetro es medir con precisión el tiempo de un lugar fijo conocido, como por ejemplo, el Observatorio de Greenwich (denominado GMT). Esto es particularmente importante para la navegación, porque el conocer el GMT desde cualquier lugar permite que un navegante pueda utilizar la diferencia de tiempo (por ejemplo, respecto al momento en el que se produzca una determinada efeméride astronómica previamente conocida) entre la posición del barco y la del meridiano de Greenwich para determinar la longitud de la nave. Como la Tierra gira a un ritmo regular, la diferencia de tiempo entre el cronómetro y la hora local de la nave puede ser utilizada para calcular la longitud de la nave en relación con el meridiano de Greenwich (definida como 0°), utilizando trigonometría esférica. En la práctica, un cronómetro con la hora local de Greenwich, un almanaque de navegación y la consulta de unas tablas trigonométricas, permiten a los navegantes deducir sus coordenadas a partir de la posición del Sol, de la Luna, de los planetas visibles, o de cualquiera de las 57 estrellas de navegación habitualmente tabuladas (en cualquier momento que sean visibles sobre el horizonte).
Estos relojes son tratados con sumo cuidado, determinándose a diario el "estado absoluto" u error del instrumento, mediante comparación con una señal radiotelegráfica que transmiten distintos observatorios a ese efecto. Por seguridad, se transportan dos cronógrafos en cada buque.
Sin embargo, la aparición de los sistemas de posicionamiento global mediante satélites como el GPS y la generalización del uso de radares y de sonares a bordo, ha reducido considerablemente la importancia práctica de estos relojes y de las técnicas de observación astronómica que llevan aparejadas. En consecuencia, han quedado relegados al papel de procedimientos de seguridad auxiliares para el caso de un fallo generalizado en los sistemas electrónicos de a bordo, por lo que las técnicas de determinación cronométrica de la longitud todavía se conservan en los programas de formación de la práctica totalidad de las escuelas de marina civiles y militares de todo el mundo.